# Alona Arzamasskaja
Alona Arzamasskaja, ros. Алёна Арзамасская, erzja Олёна Эрзямассонь (ur. w Wyjezdnoje, zm. 1670) – erzjańska kozaczka biorąca udział w powstaniu chłopskim w latach 1665–1671 dowodzonym przez Stiepana Razina.

## Życiorys
Alona Arzamasskaja była chłopką urodzoną w położonej na Powołżu słobodzie Wyjezdnoje koło Arzamasu. Jako młoda dziewczyna została zmuszona do poślubienia starszego mężczyzny, który wkrótce po ślubie zmarł. Owdowiała Arzamasskaja wstąpiła do monasteru św. Mikołaja w Arzamasie. Tam czas spędzała na czytaniu i studiowaniu medycyny, jednak nie mogąc się pogodzić ze ściśle uregulowanym życiem, jakie musiała wieść, w 1669 roku opuściła klasztor, ścięła włosy i zaczęła udawać mężczyznę.
Po uciecze z klasztoru Arzamasskaja zebrała oddział 200 mężczyzn, z którymi przyłączyła się do dowodzonego przez Stiepana Razina powstania chłopskiego. Z czasem walczących w jej oddziale było od 300–400 do nawet 6 000 mężczyzn, nieświadomych, że ich przywódca jest kobietą. Oddział kierowany przez Arzamasską wsławił się zdobyciem Tiemnikowa w 1670 roku. Kobieta rządziła miastem przez okres dwóch miesięcy po jego zdobyciu. Ze względu na swoje umiejętności medyczne, a także zdolności łucznicze, cieszyła się dużym szacunkiem i zaufaniem Kozaków.
Po trzech miesiącach armia cara Aleksego I rozpoczęła kampanię mającą na celu stłumienie rebelii. 30 listopada 1670 roku Tiemnikow został zajęty przez wojska carskie pod dowództwem generała Jurija Dołgorukowa. Arzamasskaja przed pojmaniem ukryła się w miejscowej cerkwi, a zanim została pojmana, zastrzeliła kilku żołnierzy. W celu ustalenia tożsamości dowódców powstania poddawana była torturom; stawiała jednak opór i nie ujawniła żadnych informacji.
Wkrótce Arzamasskaja została oskarżona o zbójnictwo, a według niektórych źródeł także o czary, herezję i samowolną ucieczkę z klasztoru. Skazana została na śmierć poprzez spalenie na stosie. Według zeznań świadków Arzamasskaja miała podczas egzekucji nie wydać z siebie głosu, ani nie okazywać strachu.